# TEE Adriatico
L'Adriatico était un train reliant Milan à Bari. Il tient son nom de la mer Adriatique

## Parcours et arrêts
Horaires de l'Adriatico au service d'été 1973
| TEE 93 | Pays   | Gare                           | km  | TEE 92 |
| ------ | ------ | ------------------------------ | --- | ------ |
| 12:10  | Italie | Milano Centrale                | 0   | 19:00  |
| 14:02  | Italie | Bologna Centrale               | 219 | 17:10  |
| 14:38  | Italie | Forlì                          | 284 | 16:23  |
| 15:04  | Italie | Rimini                         | 331 | 15:59  |
| 15:26  | Italie | Pesaro                         | 364 | 15:33  |
| 16:04  | Italie | Ancona                         | 423 | 14:59  |
| 16:29  | Italie | Civitanova Marche-Montegranaro |     | 14:32  |
| 16:53  | Italie | San Benedetto del Tronto       |     | 14:08  |
| 17:08  | Italie | Giulianova                     |     | 13:53  |
| 17:35  | Italie | Pescara Centrale               |     | 13:30  |
| 18:26  | Italie | Vasto                          |     | 12:31  |
| 18:34  | Italie | Termoli                        |     | 12:11  |
| 19:17  | Italie | San Severo                     |     | 11:35  |
| 19:40  | Italie | Foggia                         |     | 11:19  |
| 20:45  | Italie | Bari Centrale                  | 867 | 10:10  |